# Android Froyo

Versions d'Android fins al 2014

Android "Froyo" és el nom en clau per al sistema operatiu mòbil Android desenvolupat per Google, per a les versions 2.2 i 2.2.3. Aquestes versions ja no són compatibles. Es va donar a conèixer el 20 de maig de 2010 durant la conferència del Google I/O 2010.
Un dels canvis més destacats en el llançament de Froyo van ser les funcionalitats de tethering per USB Hotspot Wi-Fi. Altres canvis inclouen el suport per al servei de Android Cloud to Device Messaging (C2DM), habilitant les notificacions forçades, millores addicionals de la velocitat de les aplicacions, implementades a través de la compilació JIT i es mostren dins de les aplicacions com a banners en la part superior de la pantalla.
A partir del 9 de gener de 2016, les estadístiques emeses per Google indiquen que menys del 0,1% de tots els dispositius Android que accedeixen a la Google Play executen Froyo, el que significa que aquesta versió ja no està en ús.

## Característiques
Les novetats introduïdes per Froyo inclouen el següent:
- Optimització de velocitat, memòria i rendiment.[5]
- Millores addicionals a la velocitat de les aplicacions, implementades a través de la compilació JIT[3]
- Integració de Chrome amb el motor V8 JavaScript a l'aplicació Navegador.
- Suport per al servei Android Cloud to Device Messaging (C2DM), habilitant notificacions forçades.
- Millorada la integració de Microsoft Exchange, incloses les polítiques de seguretat, el descobriment automàtic, l'aspecte de la GAL, la sincronització del calendari i l'eliminació remota.
- Millora del llançador d'aplicacions amb accessos directes a les aplicacions del telèfon i del navegador.
- Tethering USB i funcionalitat de hotspot Wi-Fi[2]
- Opció per desactivar l'accés a dades a través de la xarxa mòbil.
- Actualitzada l'aplicació de Market amb funcions d'actualització automàtica i per lots.
- Canvis ràpids entre diversos idiomes de teclat i els seus diccionaris.
- Suport de Bluetooth per a d'automòbils i estants d'escriptori habilitats.
- Suport per a contrasenyes numèriques i alfanumèriques.
- Suport per als camps de càrrega d'arxius a l'aplicació Navegador.[6]
- El navegador ara mostra tots els marcs de GIF animats en lloc de només el primer fotograma.
- Suport per instal·lar aplicacions a la memòria ampliable.
- Suport per Adobe Flash,[7] posteriorment eliminada a 2.2.3
- Suport per pantalles amb PPI alta (fins a 320 ppi), com ara pantalles de 4 polzades amb resolució 720p.[8]
- Introduïda la extensió de fitxers .asec.
- La galeria permet als usuaris visualitzar imatges amb un gest de zoom.
- S'ha afegit un interruptador de JavaScript en forma de VB 4, posteriorment eliminat en 2.2.3